# Оскрт
Оскрт (словен. Oskrt) — поселення в общині Костел, регіон Південно-Східна Словенія, Словенія. Висота над рівнем моря: 482,7 м.